# Hans Utz (Politiker)
Hans Utz (* 14. September 1912 in München; † 1. April 1974) war ein bayerischer Politiker. Als Abgeordneter der Bayernpartei gehörte er von 1954 bis 1958 dem Bayerischen Landtag an.

## Leben
Utz besuchte nach der Volksschule die Luitpold-Oberrealschule und trat dann in den Justizdienst ein. Im Zweiten Weltkrieg war er sechs Jahre an der Front. Nach dem Krieg eröffnete er das Amtsgericht Kötzting, wo er als Amtsanwalt tätig wurde.

## Laufbahn
Er trat in die Bayernpartei ein, deren Landesgeschäftsführer er 1949 wurde. In den Landtag wurde er als Kandidat in Rosenheim über die Bezirksliste Oberbayern 1950 gewählt. Die Einführung des Bayerischen Verdienstordens sowie die Aufstellung der Weiß-Blauen Grenzpfähle mit dem bayerischen Landeswappen gehen auf seine Initiative zurück. Sein Antrag auf Einführung der Bayerischen Staatsbürgerschaft, wie in der Bayerischen Verfassung vorgesehen, scheiterte jedoch.
Nach dem Niedergang der Bayernpartei (Spielbankenaffäre) versuchte Hans Utz in der FDP wirksam zu werden und diese in Richtung Föderalismus zu beeinflussen. Er wurde in der FDP stellvertretender Bezirksvorsitzender von Oberbayern. Später wurde er zum parteifreien Bürgermeister der damals noch selbständigen Gemeinde Reischenhart im Landkreis Rosenheim gewählt. Dieses Amt behielt er durch Wiederwahl bis zu seinem Tod im Jahre 1974.